# 심훈문학상
심훈문학상은 심훈의 문학적 업적을 기리고 문학창작 활동을 지원하며 한국 문학의 발전과 육성에 견인하고자,  2014년 제정된 기성작가를 대상으로 한 ‘심훈문학대상’, 1997년부터 신인작가 발굴을 목적에 두고 매년 전국 공모를 진행하는 ‘심훈문학상’, 사단법인 심훈선생기념사업회와 중앙대학교가 공동개최하는 청소년문예백일장인 ‘심훈중앙대청소년문학상’ 마지막으로 전국 초, 중, 고등학교를 대상으로 한 ‘심훈어린이청소년문학상’이 있다. 또한, 2018년도 특별 제정된 ‘심훈당진문화예술상’은 문학을 포함 문화예술에 이바지한 당진지역의 예술인의 공로를 기리고자 추가로 제정되었다.  심훈선생기념사업회가 주최하고 계간 아시아가 공동주관하며, 동서발전(주)당진화력본부가 후원하고 있다.

## 개요
평화와 정의, 이웃에 대한 관심을 높이고 세계문학 발전에 기여한 공로가 있는 아시아 작가에게 주는 상이다. 시상식은 매년 9월에 개최하는 심훈상록문화제 시상식에서 문학상과 더불어 시상한다. 2016년에는 영화예술에서도 재능을 발휘한 심훈 선생의 삶을 기려 문학뿐 아니라 영화를 포함해 후보자를 선발하여 시상하는 특별상이 제정되었으나, 본래의 취지에 맞추어 문학과 관련한 인물에게 주고 있다.

## 심의대상
한국문학 저변 확대에 크게 기여하고 심훈과 한국문학이 성취한 문학정신을 해외에 번역 소개하여 한국인의 삶을 넓고 깊이 이해하는데 기여할 수 있는 대표작 있는 원로, 중견 문인을 대상으로 심의

### 2019 심훈문학대상 챌린지 (제6회 심훈문학대상)
- 심훈문학대상 챌린지 진행방식

| 심훈문학대상 챌린지 5인의 비평경연 | ▶ | 100인의 문학 심사위원단 질문 및 비평 | ▶ | 제6회 심훈문학대상 투표 및 발표 |

* 예심심사기준 ‘계절에 가장 좋은 소설, 계간지, 지면에 발표된 소설을 중심으로 평가’

- 평가 및 투표방식

| 평가방법         | 비평가와 동료작가 5인의 심훈문학대상 예심통과작 5편에 대한 리뷰와 비평경연(가치 및 의의)을 토대로 심사위원단의 질의와 응답, 토론   | 비평가와 동료작가 5인의 심훈문학대상 예심통과작 5편에 대한 리뷰와 비평경연(가치 및 의의)을 토대로 심사위원단의 질의와 응답, 토론   | 비평가와 동료작가 5인의 심훈문학대상 예심통과작 5편에 대한 리뷰와 비평경연(가치 및 의의)을 토대로 심사위원단의 질의와 응답, 토론   |
| 투표방법         | 총 200점 만점 - 예심: 45점 반영 - 챌린지 심사위원단 투표 155점 반영 (그룹별 가중치를 둔 백여 명의 심사위원단의 비밀투표 결과 합산) | 총 200점 만점 - 예심: 45점 반영 - 챌린지 심사위원단 투표 155점 반영 (그룹별 가중치를 둔 백여 명의 심사위원단의 비밀투표 결과 합산) | 총 200점 만점 - 예심: 45점 반영 - 챌린지 심사위원단 투표 155점 반영 (그룹별 가중치를 둔 백여 명의 심사위원단의 비밀투표 결과 합산) |
| 결과발표 및 시상 | - 발표 : 8월 30일 투표 현장에서 집계 후 즉시 확정발표 - 시상 : 9월 21일 제43회 심훈상록문화제 시상식에서 시상                      | - 발표 : 8월 30일 투표 현장에서 집계 후 즉시 확정발표 - 시상 : 9월 21일 제43회 심훈상록문화제 시상식에서 시상                      | - 발표 : 8월 30일 투표 현장에서 집계 후 즉시 확정발표 - 시상 : 9월 21일 제43회 심훈상록문화제 시상식에서 시상                      |

### 역대 수상자
| 구분                | 수상자 및 심사위원 | 수상자 및 심사위원                                                   |
| 제1회 심훈 문학대상 | 수상자             | 조정래 작가                                                          |
| 제1회 심훈 문학대상 | 심사위원           | 이어령, 김성곤, 전영태, 브루스 풀턴, 이승훈                          |
| 제2회 심훈 문학대상 | 수상자             | 고은 시인                                                            |
| 제2회 심훈 문학대상 | 심사위원           | 이어령, 김성곤, 이승훈, 스티븐 캐페너, 고영훈                        |
| 제3회 심훈 문학대상 | 수상자             | 바오닌 (베트남 작가)                                                 |
| 제3회 심훈 문학대상 | 특별상             | 임권택 감독, 남정현 작가                                             |
| 제3회 심훈 문학대상 | 심사위원           | 고은, 김성곤, 최원식, 이승훈, 스티븐 캐페너                          |
| 제4회 심훈 문학대상 | 수상자             | 신경림, 이근배                                                       |
| 제4회 심훈 문학대상 | 심사위원           | 고은, 최원식, 김성곤, 안선재                                         |
| 제5회 심훈 문학대상 | 수상자             | 황석영                                                               |
| 제5회 심훈 문학대상 | 심사위원           | 염무웅, 남정현, 최원식, 김종욱                                       |
| 제6회 심훈 문학대상 | 수상자             | 김중혁 단편 '휴가중인 시체'                                          |
| 제6회 심훈 문학대상 | 우수상             | 조남주, 황정은, 박형서, 최은영                                       |
| 제6회 심훈 문학대상 | 심사위원           | 2019 심훈문학대상 챌린지 현장심사위원 100인 중 37표 득표로 당선      |
| 제7회 심훈 문학대상 | 수상자             | 정지아, 장류진                                                       |
| 제7회 심훈 문학대상 | 예심위원           | 이경재 강영숙 전성태 정은경                                          |
| 제7회 심훈 문학대상 | 본심위원           | 이경자 (재)서울문화재단 이사장 현기영 제11대 한국문화예술진흥원 원장 |
| 제8회 심훈 문학대상 | 수상자             | 장강명                                                               |
| 제8회 심훈 문학대상 | 예심위원           | 이경재 강영숙 전성태 정은경                                          |
| 제8회 심훈 문학대상 | 본심위원           | 이경자 (재)서울문화재단 이사장 현기영 제11대 한국문화예술진흥원 원장 |

## 심훈문학상 (신인상)

### 1) 심훈문학상 개요
- 심훈의 문학정신을 기리고, 계승하기 위해 역량 있는 미등단 신인 작가를 대상으로 수여하여 등단 및 향후 작품 활동을 지원.

### 2) 심훈문학상 모집계획
가. 모집일시 : 매년 4월부터 07월까지 
나. 심사방법 : 매년 시, 소설 부문 별 심사위원단을 구성
다. 공동주관 : 사)심훈선생기념사업회, 계간 아시아(수상작 계간지에 게재함으로써 신인작가로의 등단)

### 3) 심훈문학상 후보자 선정기준
가. 미등단 신인 또는 등단 후 첫 작품집을 출간하지 않은 신인 작가.
나. 문학적 역량과 더불어 예술성을 겸비하고 사회적으로 등단에 문제가 없는 자.

### 4) 역대 수상자
| 구분 | 구분   | 성명                  | 작품명                        |
| 1997 | 제1회  | 신옥철                | 상록수에 내리는 비            |
| 1998 | 제2회  | 김재찬                | 폭풍주의보                    |
| 1999 | 제3회  | 김병로                | 바벨탑의 종                   |
| 2000 | 제4회  | 박정선                | 표류                          |
| 2001 | 제5회  | 이규성                | 돌비녀                        |
| 2002 | 제6회  | 권은정                | 우리가 꿈꾸는 곳              |
| 2003 | 제7회  | 표윤명                | 저수지                        |
| 2004 | 제8회  | 해이수                | 돌배개 위의 나날              |
| 2005 | 제9회  | 황규형                | 시인 그리고 깡패              |
| 2006 | 제10회 | 이 문                 | 두 남자의 초상                |
| 2007 | 제11회 | 강하와씨              | 중편소설 '울음'               |
| 2008 | 제12회 |                       | 중편소설 '피로'               |
| 2009 | 제13회 |                       |                               |
| 2010 | 제14회 | 가작 - 이이타(필명)   | 중편소설 '버드'               |
| 2012 | 제16회 | 문현일                | 유령의 시대                   |
| 2013 | 제17회 | 소설 대상 - 최지애    | 달콤한 픽션                   |
| 2013 | 제17회 | 시 대상 - 없음        |                               |
| 2013 | 제17회 | 시 우수상 - 이재흔    | 굴따는 노인                   |
| 2014 | 제18회 | 소설부문 - 이 음      | 이투 더 디지토피아            |
| 2014 | 제18회 | 소설부문 - 이용준     | 붕어찜 레시피                 |
| 2014 | 제18회 | 시 부문 - 이시유      | 결혼(結婚)                    |
| 2015 | 제19회 | 시 부문 - 한승희      | 실종                          |
| 2016 | 제20회 | 시 부문 - 김하연      | 전봇대의 구인광고             |
| 2017 | 제21회 | 소설부문 - 김강       | 우리아빠                      |
| 2017 | 제21회 | 소설부문 - 최성문     | 멀미                          |
| 2017 | 제21회 | 시부문 - 이이후(필명) | 엄마의 스카프                 |
| 2018 | 제22회 | 소설부문 - 권미호     | 유빙이 녹기까지               |
| 2018 | 제22회 | 시 부문 - 유은고      | 방백                          |
| 2019 | 제23회 | 소설부문 - 이재은     | 비, 인터뷰                    |
| 2019 | 제23회 | 시 부문 - 최형심      | 시집-나비는 날개로 잠을 잤다. |
| 2020 | 제24회 | 소설 부문 - 도재경    |                               |
| 2020 | 제24회 | 시 부문 - 최세운      |                               |

## 심훈학술상

### 1) 심훈학술상 개요
- 심훈에 관한 학술 및 연구, 저서를 통해 심훈 문학의 대중화에 기여와 공로가 인정되는 연구자에게 수여

### 2) 역대 수상자
| 구분 | 구분  | 성명   | 소속                    | 저서                    |
| 2019 | 제1회 | 김종욱 | 서울대학교 국어국문학과 | 심훈 전집`(글누림 펴냄) |
| 2021 | 제2회 | 하상일 | 동의대학교 국어국문학과 | 심훈 학술연구 다수      |

## 심훈 중앙대청소년문학상

### 1) 심훈중앙대청소년문학상 개요
- 심훈중앙대 청소년문학상은 (사)심훈선생기념사업회와 중앙대학교 문예창작학과 공동주관하며 전국의 청소년을 대상으로 모집 및 예심하여 30여명의 청소년을 선발한다. 또한, 06월 당진시 필경사에서 본선인 ‘심훈청소년백일장’과 더불어 ‘심훈중앙대청소년캠프’를 1박 2일로 개최하여 시, 소설 부문 장원 각 1명을 선발한다. 선발된 장원은 중앙대학교 특례입학의 기회가 주어진다.

### 2) 역대 수상자
- 2014년 제1회 심훈중앙대청소년문학상

| 구분         | 구분 | 구분 | 수상자 | 학교                   |
| 제1회 (2014) | 장원 | 시   | 이은진 | 원주 상지여자고등학교  |
| 제1회 (2014) | 장원 | 소설 | 성다민 | 성포고등학교           |
| 제1회 (2014) | 차상 | 시   | 김경환 | 고양예술고등학교       |
| 제1회 (2014) | 차상 | 시   | 김유경 | 수로여자고등학교       |
| 제1회 (2014) | 차상 | 소설 | 오해찬 | 호서고등학교           |
| 제1회 (2014) | 차상 | 소설 | 최예원 | 고양예술고등학교       |
| 제1회 (2014) | 차하 | 시   | 박규현 | 안양예술고등학교       |
| 제1회 (2014) | 차하 | 시   | 박지선 | 동국대부속여자고등학교 |
| 제1회 (2014) | 차하 | 시   | 황수미 | 사울구암고등학교       |
| 제1회 (2014) | 차하 | 소설 | 구지민 | 경화여자고등학교       |
| 제1회 (2014) | 차하 | 소설 | 김륜희 | 부산학산여자고등학교   |
| 제1회 (2014) | 차하 | 소설 | 배원빈 | 안양예술고등학교       |

- 2015년 제2회 심훈중앙대청소년문학상

| 구분         | 구분 | 구분 | 수상자 | 학교                   |
| 제2회 (2015) | 장원 | 시   | 백하은 | 이리남성여자고등학교   |
| 제2회 (2015) | 장원 | 소설 | 전희주 | 일동고등학교           |
| 제2회 (2015) | 차상 | 시   | 권용희 | 대영고등학교           |
| 제2회 (2015) | 차상 | 시   | 강혜원 | 안양예술고등학교       |
| 제2회 (2015) | 차상 | 소설 | 류연웅 | 고양예술고등학교       |
| 제2회 (2015) | 차상 | 소설 | 박소연 | 수리고등학교           |
| 제2회 (2015) | 차하 | 시   | 박하은 | 숭신여자고등학교       |
| 제2회 (2015) | 차하 | 시   | 이세인 | 상현고등학교           |
| 제2회 (2015) | 차하 | 시   | 장지원 | 전북제일고등학교       |
| 제2회 (2015) | 차하 | 소설 | 한유림 | 홍천고등학교           |
| 제2회 (2015) | 차하 | 소설 | 이동희 | 천안쌍용고등학교       |
| 제2회 (2015) | 차하 | 소설 | 배송문 | 광주수피아여자고등학교 |

- 2016년 제3회 심훈중앙대청소년문학상

| 구분         | 구분 | 구분 | 수상자 | 학교               |
| 제3회 (2016) | 장원 | 시   | 백들   | 고양예술고등학교   |
| 제3회 (2016) | 장원 | 소설 | 김수빈 | 경북외국어고등학교 |
| 제3회 (2016) | 차상 | 시   | 유영주 | 고양예술고등학교   |
| 제3회 (2016) | 차상 | 시   | 김원희 | 대천고등학교       |
| 제3회 (2016) | 차상 | 소설 | 임동민 | 안양예술고등학교   |
| 제3회 (2016) | 차상 | 소설 | 정해영 | 신목고등학교       |
| 제3회 (2016) | 차하 | 시   | 박유나 | 소명고등학교       |
| 제3회 (2016) | 차하 | 시   | 권용은 | 영등포여자고등학교 |
| 제3회 (2016) | 차하 | 시   | 박진솔 | 전남여자고등학교   |
| 제3회 (2016) | 차하 | 소설 | 강승혜 | 양일고등학교       |
| 제3회 (2016) | 차하 | 소설 | 박가현 | 고양예술고등학교   |
| 제3회 (2016) | 차하 | 소설 | 박혜림 | 검정고시           |

- 2017년 제4회 심훈중앙대청소년문학상

| 구분         | 구분 | 구분 | 수상자 | 학교                 |
| 제4회 (2017) | 장원 | 시   | 추성은 | 경북여자고등학교     |
| 제4회 (2017) | 장원 | 소설 | 이희정 | 안양예술고등학교     |
| 제4회 (2017) | 차상 | 시   | 최윤정 | 동아여자고등학교     |
| 제4회 (2017) | 차상 | 시   | 박유진 | 서울문영여자고등학교 |
| 제4회 (2017) | 차상 | 소설 | 정성훈 | 부산브니엘고등학교   |
| 제4회 (2017) | 차상 | 소설 | 문소정 | 광명소하고등학교     |
| 제4회 (2017) | 차하 | 시   | 박다현 | 안양예술고등학교     |
| 제4회 (2017) | 차하 | 시   | 맹시은 | 고양예술고등학교     |
| 제4회 (2017) | 차하 | 시   | 이지희 | 선일여자고등학교     |
| 제4회 (2017) | 차하 | 소설 | 구지선 | 검정고시             |
| 제4회 (2017) | 차하 | 소설 | 박세은 | 안양예술고등학교     |
| 제4회 (2017) | 차하 | 소설 | 변자영 | 고양예술고등학교     |

- 2018년 제5회 심훈중앙대청소년문학상

| 구분         | 구분 | 구분 | 수상자 | 학교                 |
| 제5회 (2018) | 장원 | 시   | 이지은 | 고양예술고등학교     |
| 제5회 (2018) | 장원 | 소설 | 배수빈 | 동일여자고등학교     |
| 제5회 (2018) | 차상 | 시   | 박재현 | 서울사대부속고등학교 |
| 제5회 (2018) | 차상 | 시   | 오정우 | 서강고등학교         |
| 제5회 (2018) | 차상 | 소설 | 이예신 | 고양예술고등학교     |
| 제5회 (2018) | 차상 | 소설 | 이인서 | 안양예술고등학교     |
| 제5회 (2018) | 차하 | 시   | 최혜나 | 독수리기독학교       |
| 제5회 (2018) | 차하 | 시   | 박은선 | 선일여자고등학교     |
| 제5회 (2018) | 차하 | 시   | 이가인 | 안양예술고등학교     |
| 제5회 (2018) | 차하 | 소설 | 김서연 | 서문여자고등학교     |
| 제5회 (2018) | 차하 | 소설 | 이지윤 | 안양예술고등학교     |
| 제5회 (2018) | 차하 | 소설 | 최재훈 | 양천고등학교         |

- 2019년 제6회 심훈중앙대청소년문학상

| 구분         | 구분 | 구분 | 수상자 | 학교         |
| 제6회 (2019) | 장원 | 시   | 김상희 |              |
| 제6회 (2019) | 장원 | 소설 | 김윤수 | 화수고등학교 |

- 2020년 제7회 심훈중앙대청소년문학상

| 구분         | 구분 | 구분 | 수상자 | 학교                 |
| 제5회 (2018) | 장원 | 시   | 전한얼 | 주례여자고등학교     |
| 제5회 (2018) | 장원 | 소설 | 이채연 | 한영고등학교         |
| 제5회 (2018) | 차상 | 시   | 박준하 | 광영고등학교         |
| 제5회 (2018) | 차상 | 시   | 권승섭 | 안양예술고등학교     |
| 제5회 (2018) | 차상 | 소설 | 정지영 | 미림여자고등학교     |
| 제5회 (2018) | 차상 | 소설 | 신재인 | 서초고등학교         |
| 제5회 (2018) | 차하 | 시   | 송유현 | 고양예술고등학교     |
| 제5회 (2018) | 차하 | 시   | 송윤성 | 인천대건고등학교     |
| 제5회 (2018) | 차하 | 시   | 하승훈 | 상계고등학교         |
| 제5회 (2018) | 차하 | 소설 | 최서진 | 고양예술고등학교     |
| 제5회 (2018) | 차하 | 소설 | 송지현 | 안양예술고등학교     |
| 제5회 (2018) | 차하 | 소설 | 신채영 | 광주송원여자고등학교 |

## 심훈어린이청소년문학상
전국 대상으로 모집하는 문학상으로 어린이는 초등학생, 청소년은 중학생을 대상으로 한다.
- 2012년 1회 유병현(안양예고 3학년) <베를짜다>

## 심훈 당진문화예술상
- 2018년 제1회 작가 윤성의

1. ↑  서울경제 (2021년 8월 25일). “심훈문학대상에 소설가 장강명”. 2021년 10월 20일에 확인함.
2. ↑  “하상일 동의대 교수, 2021 심훈 학술상 수상”. 2021년 9월 8일. 2021년 10월 20일에 확인함.